# Штјеховице (Праг-запад)
Штјеховице (чеш. Štěchovice) је насељено мјесто са административним статусом варошице (чеш. městys) у округу Праг-запад, у Средњочешком крају, Чешка Република.

## Становништво
Према подацима о броју становника из 2014. године насеље је имало 1.876 становника.